# 싱할라인
싱할라인(싱할라어: සිංහල ජාතිය)은 스리랑카 인구의 약 75%를 차지하는 민족으로, 1500만명 이상으로 추정한다. 인도아리아어군의 싱할라어를 쓰고, 대부분 불교도(상좌부 불교)이다.